# Égi egyenlítő
Az égi egyenlítő (ekvátor) a Föld egyenlítősíkjának az éggömbbel alkotott metszésvonala. Merőleges a Föld forgástengelyére, és ~23,5°-kal hajlik el az ekliptikától (a Nap pályájától).

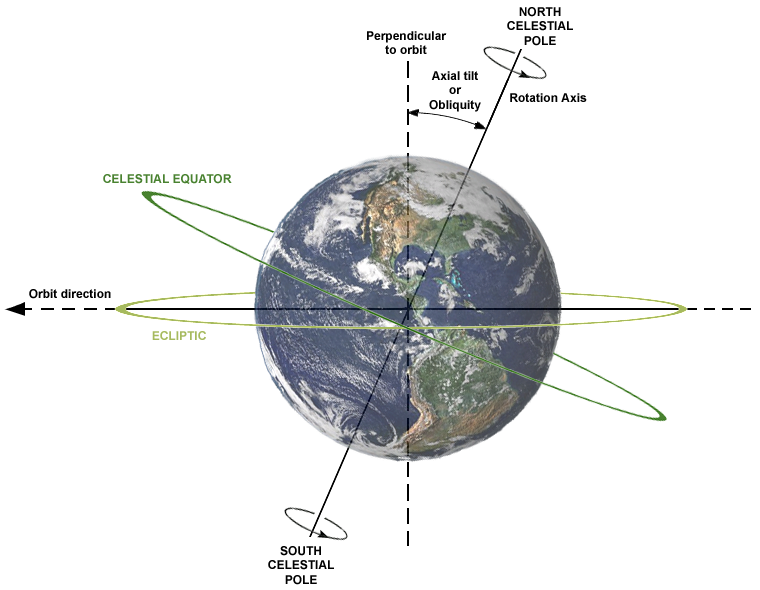
A Föld forgástengelyének elhajlása következtében az egyenlítő síkja és az ekliptika síkja mintegy 23,5°-os szöget zár be egymással

Az égi egyenlítő az alapsíkja az I. és a II. ekvatoriális koordináta-rendszernek. Az égi egyenlítő közelében lévő égi objektumok a Föld egész területéről láthatók, de legnagyobb magasságukat a trópusok fölötti égbolton érik el. 
Az égi egyenlítő jelenleg az alábbi csillagképeken halad át:
| - Cet csillagkép - Bika csillagkép - Eridanus csillagkép - Orion csillagkép - Egyszarvú csillagkép - Kis Kutya csillagkép | - Hydra csillagkép - Szextáns csillagkép - Oroszlán csillagkép - Szűz csillagkép - Kígyó feje | - Kígyótartó csillagkép - Kígyó farka - Sas csillagkép - Vízöntő csillagkép - Halak csillagkép |

## A precesszió hatása
Az égi egyenlítő és az általa érintett csillagképek kapcsolatáról az alábbi érdekességet lehet megemlíteni.
Amint a csillagképek cikkben olvasható, ezen égi objektumok az éggömbhöz rögzítettek, míg az égi egyenlítő a precesszió következtében lassan elmozdul, így az, hogy az ekvátor mely csillagképeken halad át, időben változik. A konstellációk határvonalának kijelölésekor az 1875-ös epochát használták: eszerint a Kis Kutya déli és az Eridánusz északi határa az akkori égi egyenlítőre esett. A precesszió hatása e két csillagképnél egyformán jelentkezik: 1875 előtt az égi egyenlítő nem érintette őket, azóta viszont egyre jobban tolódik el a konstellációk belseje felé.